# Werner Tarun
Werner Tarun (* 7. Januar 1920 in Berlin; † 19. Dezember 1975) war ein deutscher Kommunalpolitiker und von 1954 bis 1974 Bürgermeister von Mosbach. Er hat die Grundlagen dafür geschaffen, dass die Stadt 1976 Große Kreisstadt wurde.

## Leben
Er wurde als Sohn des Berliner Verwaltungsbeamten Fritz Tarun und der Anna geb. Schüler geboren und besuchte die Volksschule und das Gymnasium in Berlin-Weißensee. Nach dem Abitur 1938 wurde er zum Reichsarbeitsdienst eingezogen, 1939 zum Militärdienst. Er nahm am Zweiten Weltkrieg an Kriegsschauplätzen an der Westfront und in der Sowjetunion teil und erhielt das Verwundetenabzeichen sowie das Eiserne Kreuz I. und II. Klasse. 1944 wurde er als Oberleutnant Verbindungsoffizier einer Flugabwehreinheit in Osnabrück, wo er Katharina Kitz kennen lernte, die er Ende 1944 an deren Heimatort Frankfurt am Main heiratete. Bei Kriegsende kam er in englische Kriegsgefangenschaft und wurde in Walenta interniert.
Nach seiner Entlassung aus der Kriegsgefangenschaft Ende 1945 ließ er sich in Frankfurt nieder, da sein letzter Wohnsitz in Berlin in der sowjetischen Besatzungszone lag. Er plante zunächst, eine Laufbahn als Bankkaufmann einzuschlagen, trat dann aber auf Anraten des Schwiegervaters eine Lehrstelle bei der Stadt Frankfurt an, die ihm den Weg in eine höhere Beamtenlaufbahn ebnete. Dort stieg er zum persönlichen Referenten des Bürgermeisters Dr. Leisle auf.
1954 bewarb er sich auf die ausgeschriebene Stelle als Bürgermeister von Mosbach. Er trat bei der Wahl gegen Amtsinhaber Wilhelm Schwarz und einen weiteren Kandidaten an. Anfangs wurden Tarun, der in Mosbach vollkommen unbekannt war, keinerlei Chancen eingeräumt. Da er die offizielle Bewerbungsfrist verpasst hatte, erschien sein Name auch nicht auf den Wahlzetteln. Allerdings konnte er die Mosbacher Bevölkerung drei Tage vor Wahlbeginn bei einer Kandidatenvorstellung mit einer programmatischen Rede von sich begeistern und erhielt die Unterstützung der Freien Wähler, so dass er die Wahl mit über 65 % der abgegebenen Stimmen für sich entschied. Viele Wähler, die seinen Namen ja auf die Stimmzettel schreiben mussten, haben dabei seinen Namen falsch wiedergegeben.
In seiner Amtszeit setzte sich Tarun tatkräftig dafür ein, dass sich Mosbach von einer kleinen, noch landwirtschaftlich geprägten Behörden- und Amtsstadt zu einer mittelstands- und industriefreundlichen Kreisstadt entwickelte. Er ordnete die Mosbacher Verwaltung neu, machte Mosbach durch den Bau mehrerer neuer Schulen, darunter auch dem Nicolaus-Kistner-Gymnasium Mosbach, zu einem regionalen Bildungszentrum, ließ die desolate Strom- und Wasserversorgung im Stadtgebiet modernisieren und erschloss gegen die durch den Zuzug von vielen Heimatvertriebenen entstandene Wohnungsnot zahlreiche Neubaugebiete, allen voran die Waldstadt. Die Landesmittel, ohne die sich viele Bauvorhaben nicht erledigen lassen hätten, besorgte oftmals „Baudekan“ Josef Krämer, der bis 1960 dem Landtag angehörte und mit seiner Mosbacher Baugenossenschaft Neue Heimat bis 1972 über 3.000 Wohnungen errichtete. Zu Taruns Verdiensten zählt auch die Ansiedlung weiterer Industrie in Mosbach, z. B. die Strumpffabrik Hudson mit mehr als 1.000 Arbeitsplätzen oder die Großbetriebe von Luwa und Braukmann (später Honeywell-Braukmann) sowie rund 50 kleiner und mittlerer Betriebe, die von Zuschüssen aus dem Strukturprogramm ländlicher Raum profitierten. Tarun wirkte dadurch entgegen dem damaligen Trend, neue Firmen primär in den bestehenden Ballungsgebieten anzusiedeln und machte Mosbach damit zu einem Zentralort, in den im weiteren Verlauf seiner Amtszeit im Rahmen der Gemeindereform die umliegenden Gemeinden Lohrbach, Diedesheim, Sattelbach und Reichenbuch eingegliedert wurden und der 1972 mit Neckarzimmern eine Verwaltungsgemeinschaft einging.
Tarun erkrankte im Verlauf seiner zweiten, 1962 begonnenen Amtsperiode an einer Nervenkrankheit und konnte seine Amtszeit nur noch mit Mühe vollenden. Er wurde am 25. Januar 1974 aus dem Amt verabschiedet. Sein Nachfolger als Bürgermeister wurde der Bundestagsabgeordnete Fritz Baier (CDU). Bei der lange umstrittenen Eingemeindung von Neckarelz im Juli 1975 war Tarun schon im Ruhestand. Die Erhebung Mosbachs zur Großen Kreisstadt am 1. Juli 1976, die im Wesentlichen auf sein Wirken zurückgeht, hat er nicht mehr miterlebt. Er starb an den Folgen der Nervenkrankheit am 19. Dezember 1975.
In der Mosbacher Waldstadt wurde eine Straße nach ihm benannt (⊙).